# Evángelos Rállis
Evángelos Rállis (en grec moderne : Ευάγγελος Ράλλης) est un joueur de tennis grec ayant participé aux Jeux olympiques de 1896 à Athènes. En simple, il bat Dimítrios Petrokókkinos puis perd au second tour contre le futur vainqueur John Pius Boland. Il perd au premier tour en double messieurs avec Konstantínos Paspátis.